# Voves

Voves este o comună în departamentul Eure-et-Loir, Franța. În 1 ianuarie 2018 avea o populație de 3.265 de locuitori.

## Personalități născute aici
- Philippe Alliot (n. 1953), pilot de Formula 1.